# Specie di Ligularia
Elenco delle 147 specie di  Ligularia:

## A
- Ligularia achyrotricha (Diels) Y.Ling
- Ligularia afghanica  Pojark.
- Ligularia alatipes  Hand.-Mazz.
- Ligularia alpigena  Pojark.
- Ligularia altaica   DC.
- Ligularia alticola    Vorosch..
- Ligularia amplexicaulis   DC.
- Ligularia angusta (Nakai) Kitam.
- Ligularia anoleuca  Hand.-Mazz.
- Ligularia atkinsonii  S.W.Liu
- Ligularia atroviolacea (Franch.) Hand.-Mazz.

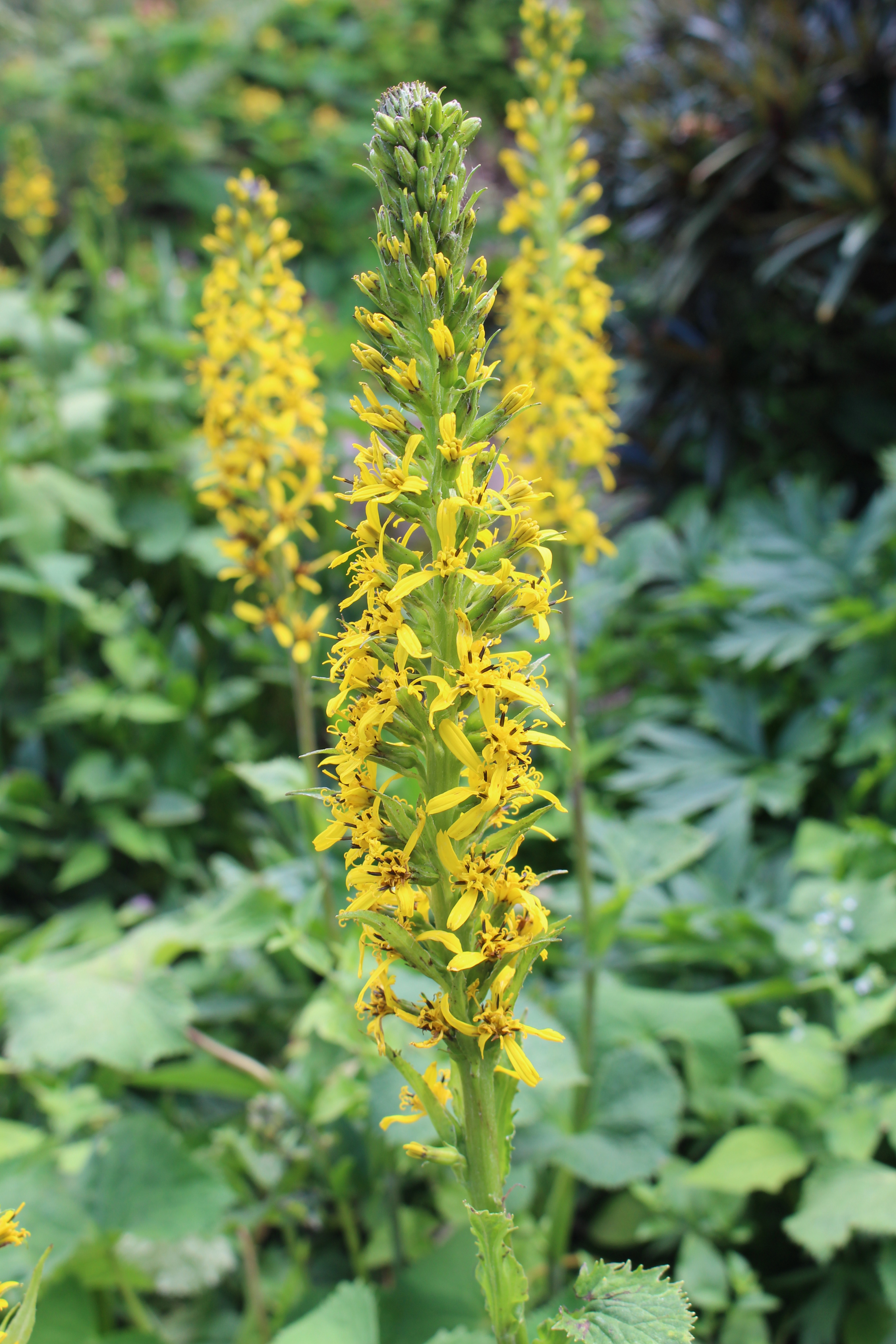
Ligularia alatipes
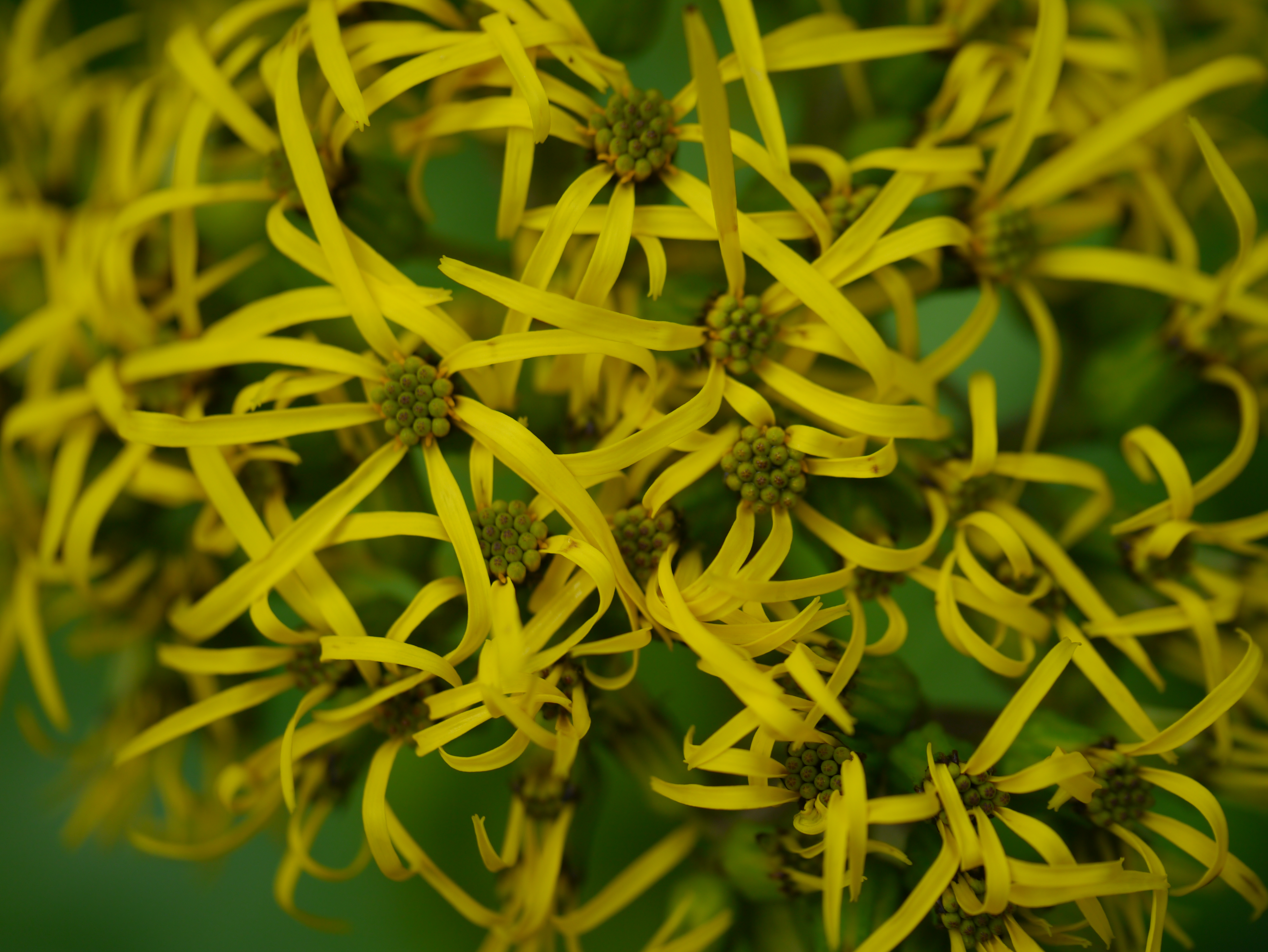
Ligularia amplexicaulis

## B
- Ligularia biceps  Kitag.
- Ligularia botryodes (C.Winkl.) Hand.-Mazz.
- Ligularia brassicoides  Hand.-Mazz.

## C
- Ligularia caloxantha  Hand.-Mazz.
- Ligularia calthifolia Maxim.
- Ligularia carpatica (Schott, Nyman & Kotschy) Pojark.
- Ligularia chalybea  S.W.Liu
- Ligularia changiana  S.W.Liu ex Y.L.Chen & Z.Yu Li
- Ligularia chekiangensis   Kitam.
- Ligularia chimiliensis  C.C.Chang
- Ligularia confertiflora  C.C.Chang
- Ligularia cremanthodioides  Hand.-Mazz.
- Ligularia cuneata  S.W.Liu & T.N.Ho
- Ligularia curvisquama  Hand.-Mazz.
- Ligularia cyathiceps  Hand.-Mazz.
- Ligularia cymbulifera (W.W.Sm.) Hand.-Mazz.
- Ligularia cymosa (Hand.-Mazz.) S.W.Liu

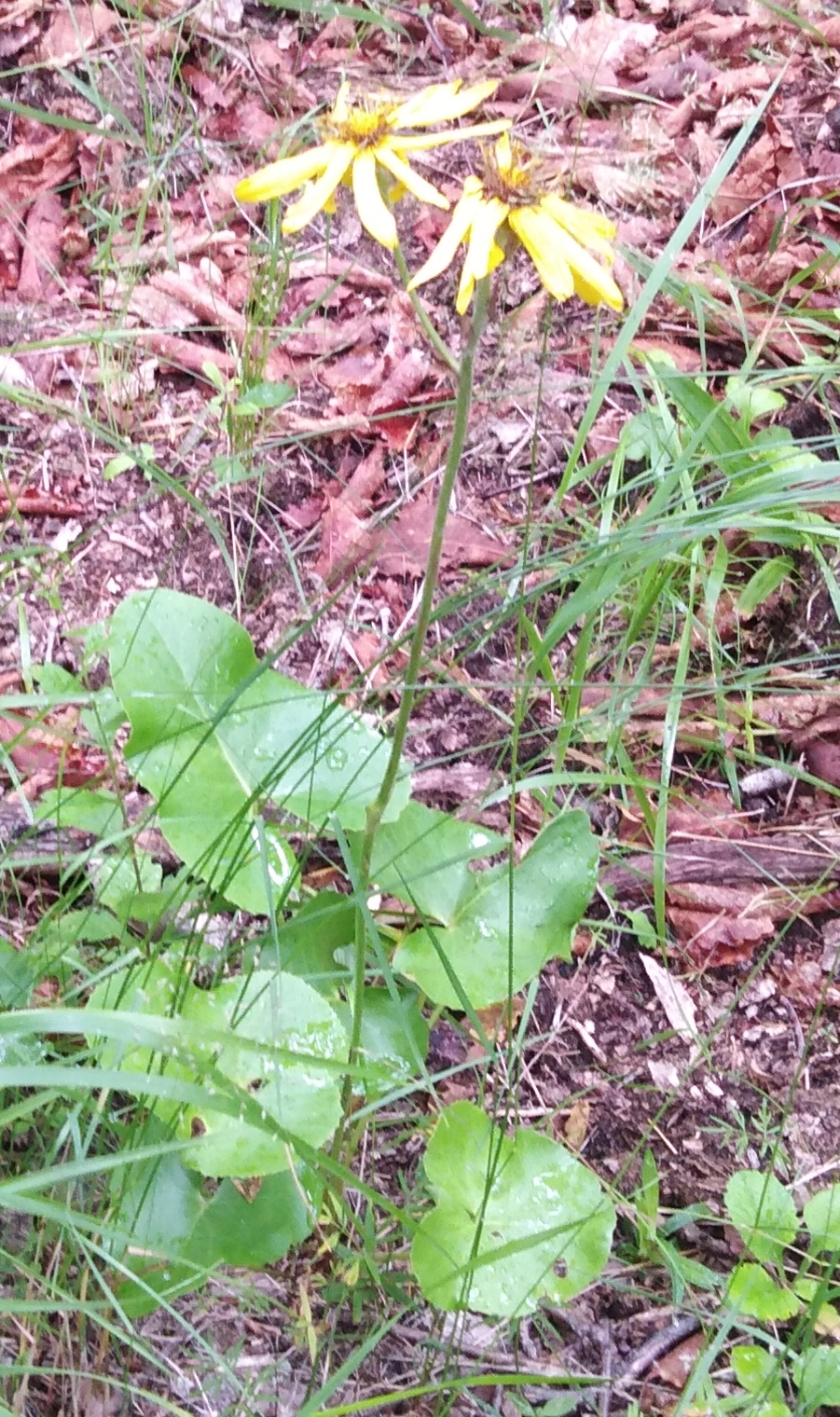
Ligularia calthifolia

## D
- Ligularia dalaolingensis  W.Q.Fei & L.Wang
- Ligularia dentata (A.Gray) H.Hara
- Ligularia dictyoneura (Franch.) Hand.-Mazz.
- Ligularia discoidea  S.W.Liu
- Ligularia dolichobotrys  Diels
- Ligularia duciformis (C.Winkl.) Hand.-Mazz.
- Ligularia dux (C.B.Clarke) Y.Ling

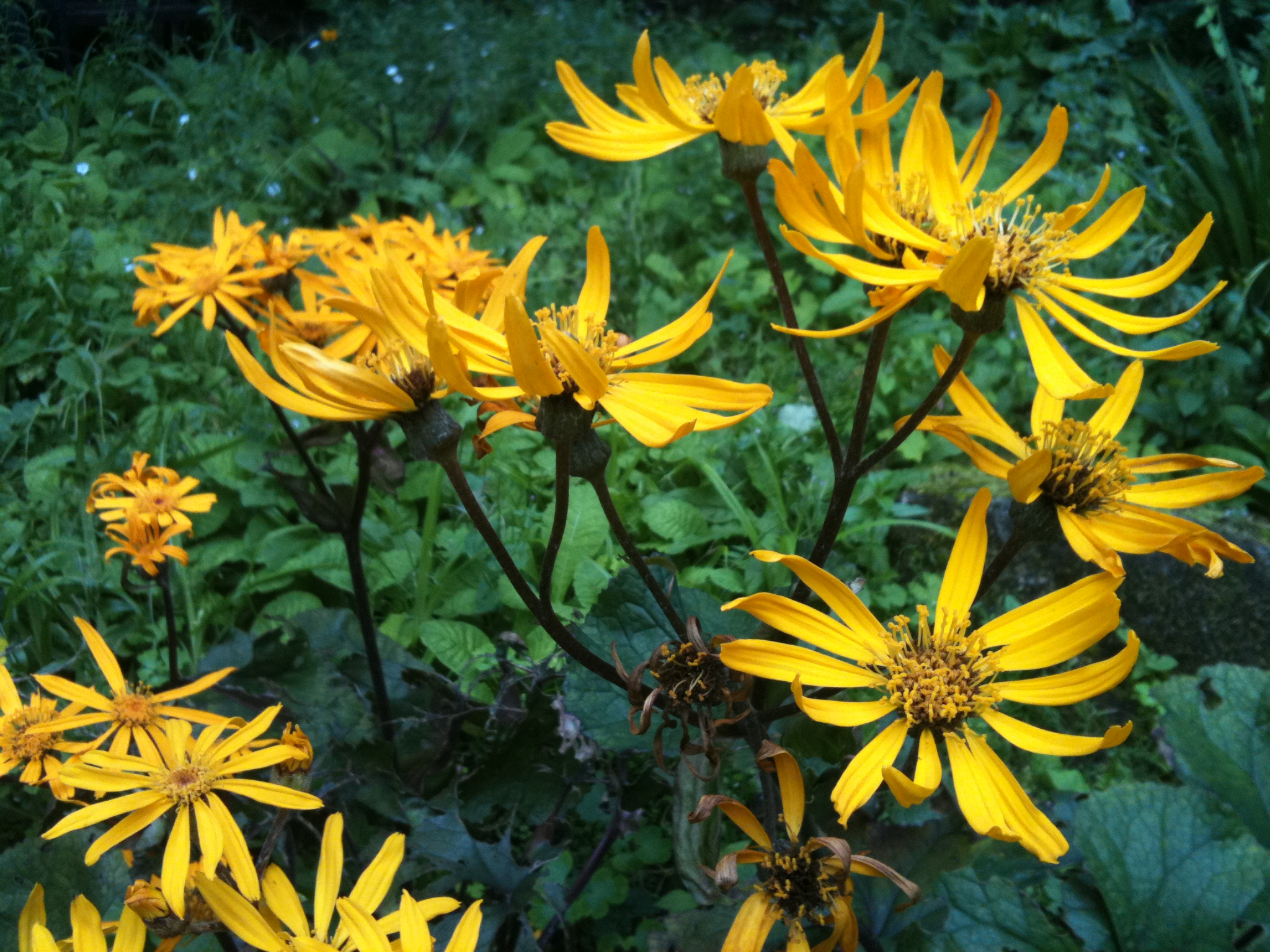
Ligularia dentata
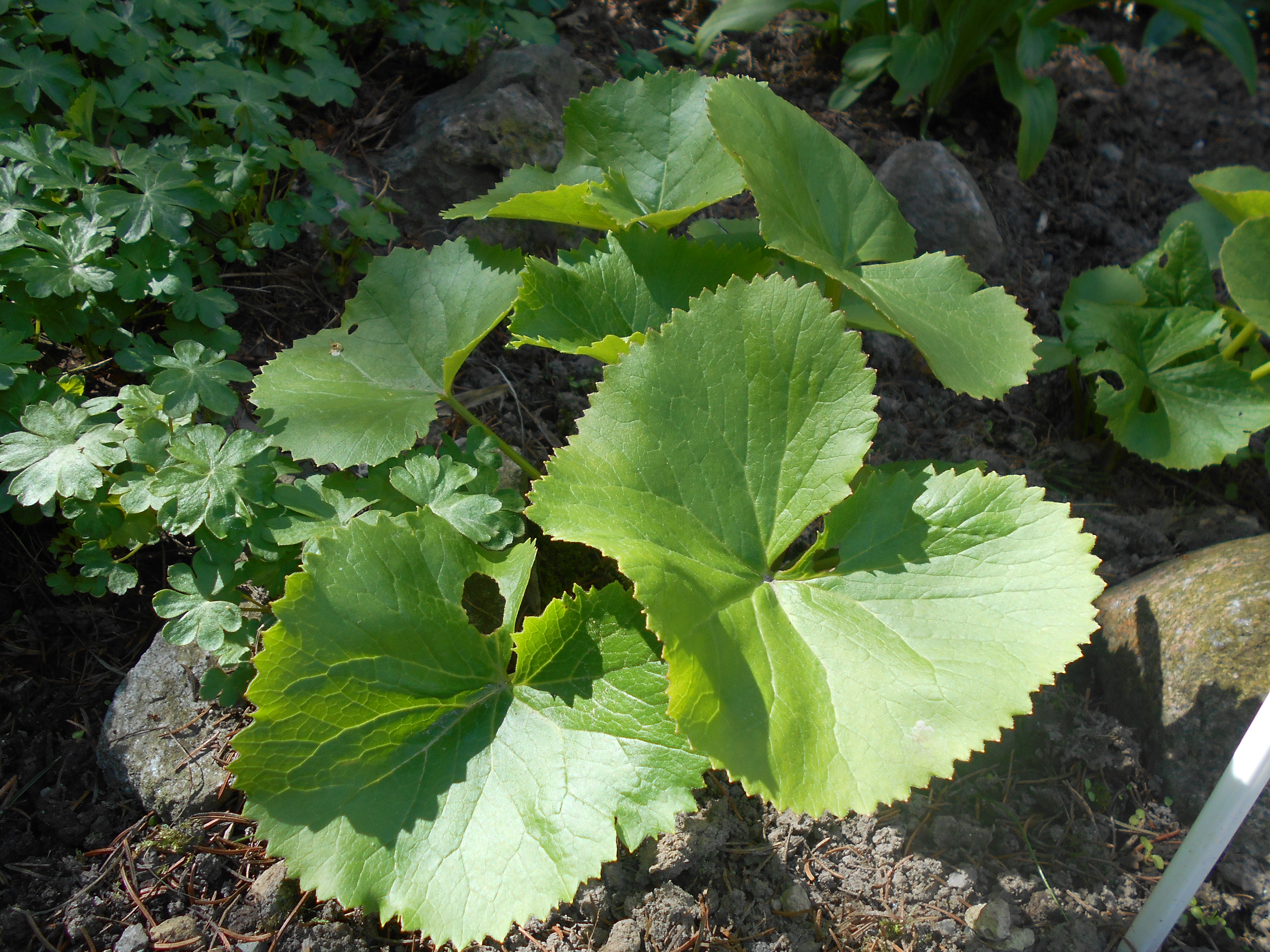
Ligularia duciformis

## E
- Ligularia eriocaulis  M.Zhang & L.S.Xu
- Ligularia euryphylla (C.Winkl.) Hand.-Mazz.

## F
- Ligularia fangiana  Hand.-Mazz.
- Ligularia fargesii  Diels
- Ligularia fauriei  Koidz.
- Ligularia fischeri (Ledeb.) Turcz.
- Ligularia franchetiana (H.Lév.) Hand.-Mazz.

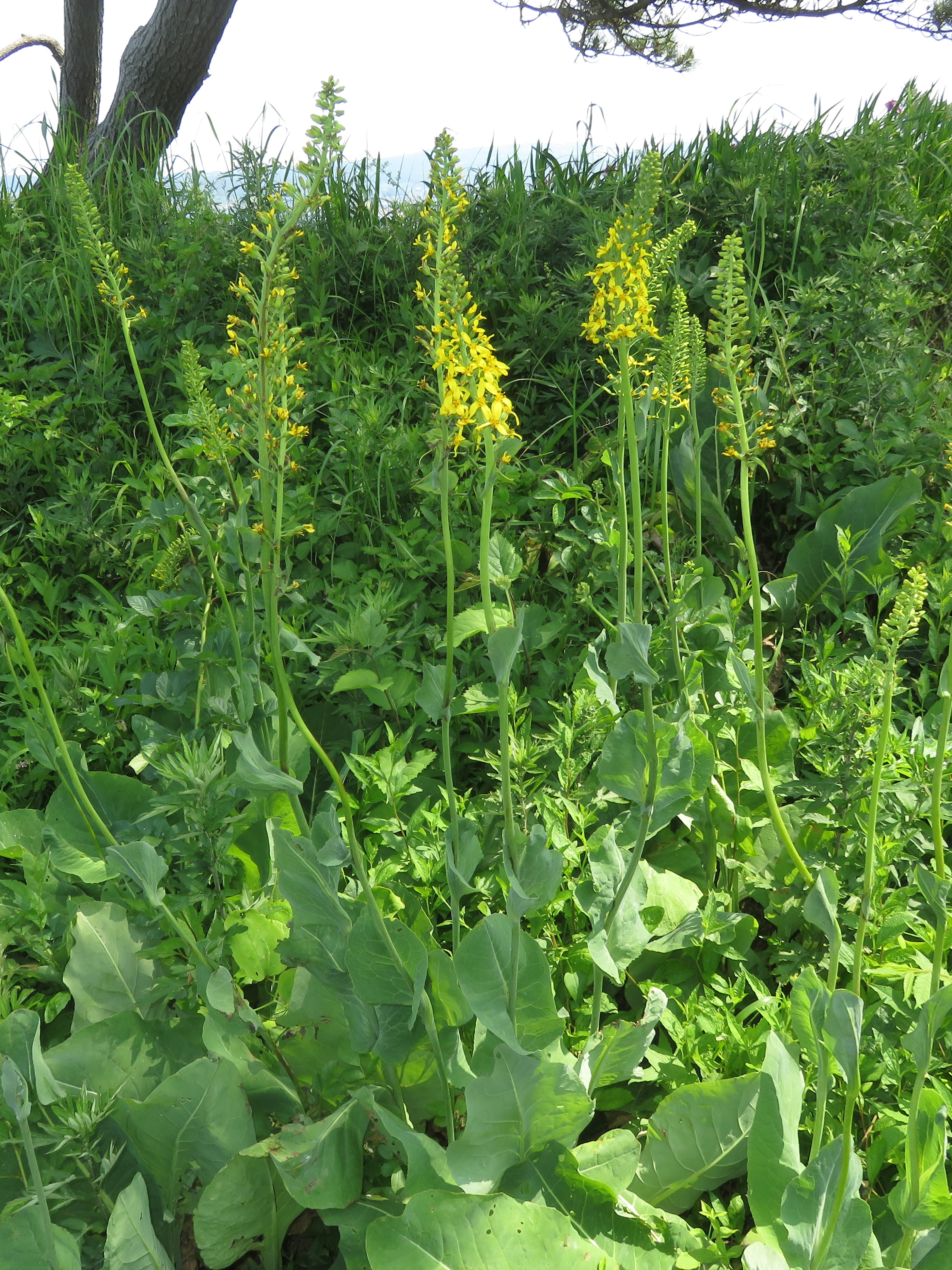
Ligularia fauriei
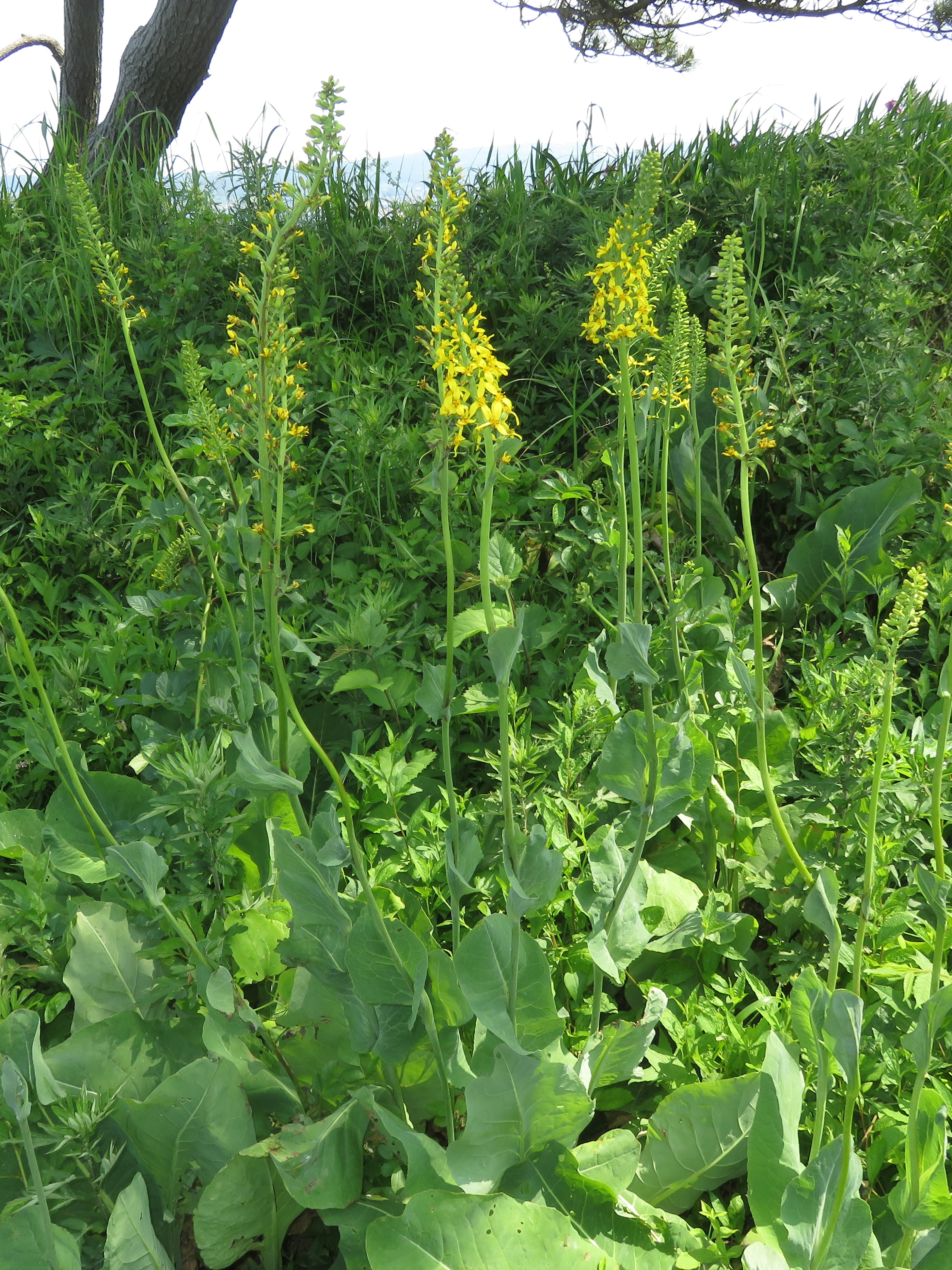
Ligularia fauriei

## G
- Ligularia ghatsukupa   Kitam.
- Ligularia glauca (L.) O.Hoffm.

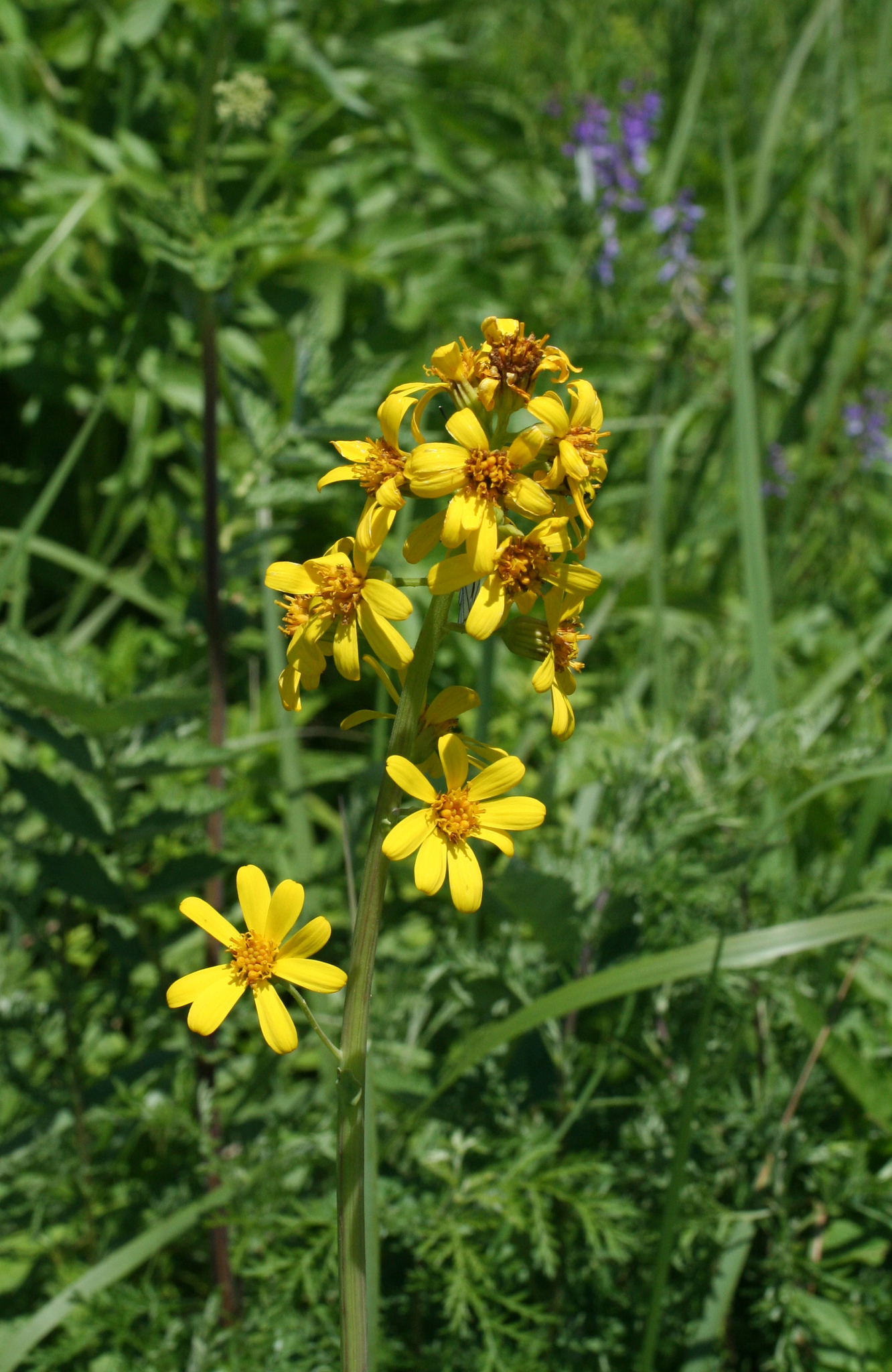
Ligularia glauca

## H
- Ligularia hamiica  C.H.An
- Ligularia heterophylla  Rupr.
- Ligularia hodgsonii   Hook.f.
- Ligularia hookeri (C.B.Clarke) Hand.-Mazz.
- Ligularia hopeiensis  Nakai

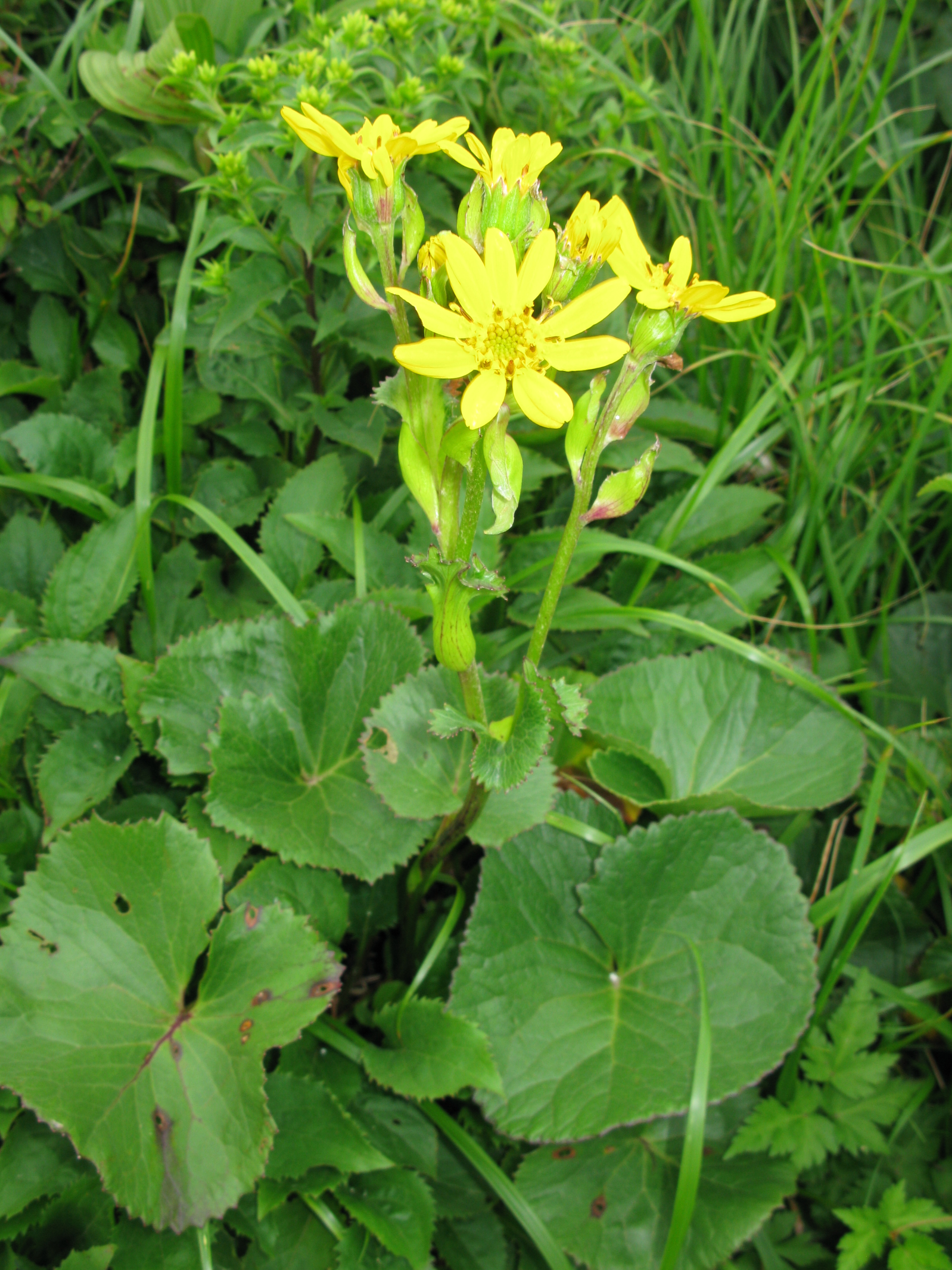
Ligularia hodgsonii

## I
- Ligularia ianthochaeta  C.C.Chang
- Ligularia intermedia  Nakai

## J
- Ligularia jacquemontiana (Decne.) M.A.Rau
- Ligularia jaluensis  Kom.
- Ligularia jamesii (Hemsl.) Kom.
- Ligularia japonica (L.f.) Less. ex DC.
- Ligularia jiajinshanensis  Y.S.Chen

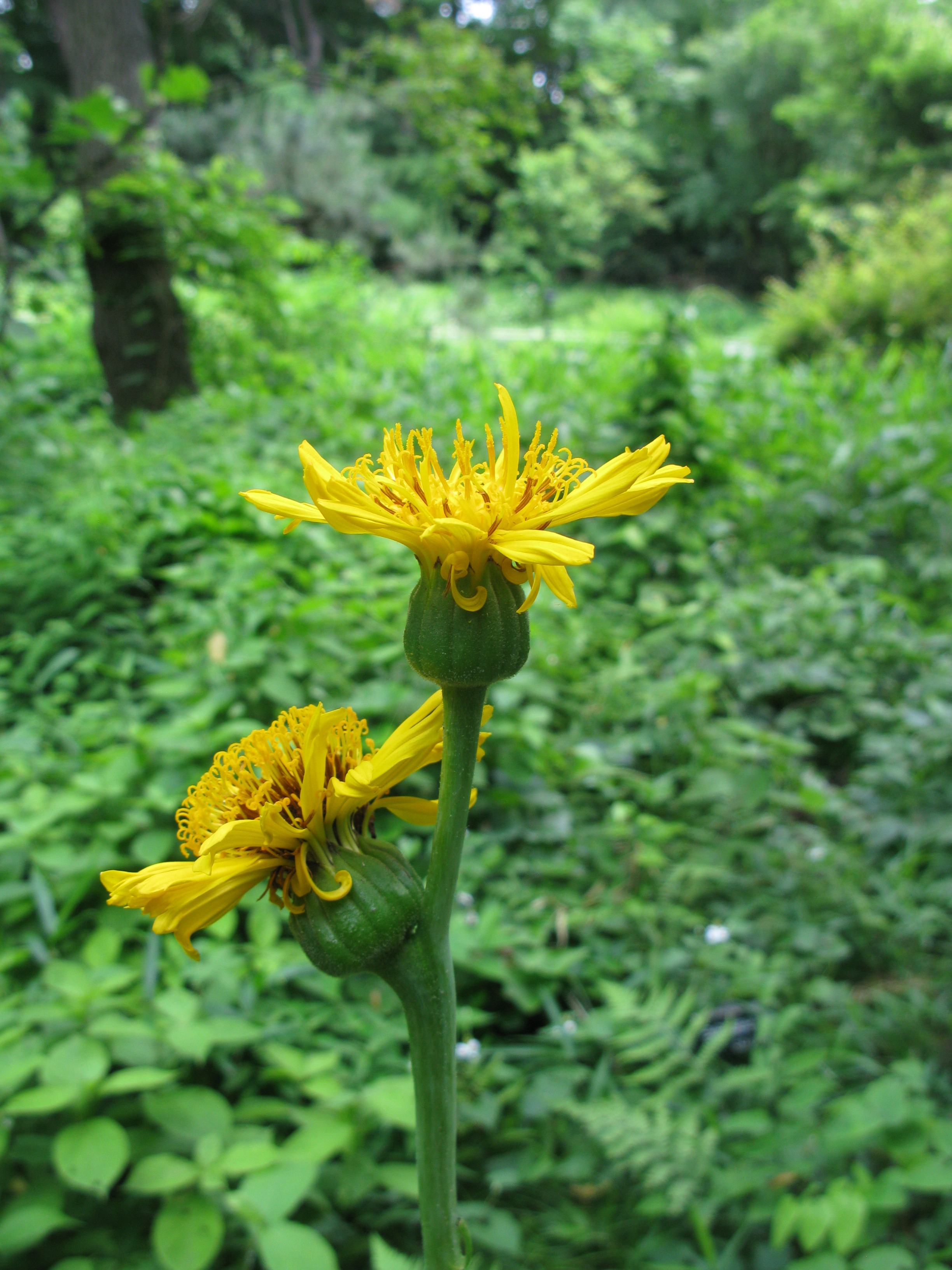
Ligularia japonica

## K
- Ligularia kaialpina   Kitam.
- Ligularia kanaitzensis (Franch.) Hand.-Mazz.
- Ligularia kantingensis  S.W.Liu
- Ligularia kingiana (W.W.Sm.) R.Mathur
- Ligularia knorringiana  Pojark.
- Ligularia kojimae   Kitam.
- Ligularia konkalingensis  Hand.-Mazz.
- Ligularia kunlunshanica  C.H.An

## L
- Ligularia lamarum (Diels) C.C.Chang
- Ligularia lancifera (J.R.Drumm.) R.C.Srivast. & C.Jeffrey
- Ligularia lanipes (Vorosch.) Vyschin
- Ligularia lankongensis (Franch.) Hand.-Mazz.
- Ligularia lapathifolia (Franch.) Hand.-Mazz.
- Ligularia latihastata  Hand.-Mazz.
- Ligularia latiligulata (R.D.Good) Spring.
- Ligularia latipes  S.W.Liu
- Ligularia leveillei (Vaniot) Hand.-Mazz.
- Ligularia lhunzensis  Y.S.Chen
- Ligularia liatroides (C.Winkl.) Hand.-Mazz.
- Ligularia lidjiangensis  Hand.-Mazz.
- Ligularia limprichtii (Diels) Hand.-Mazz.
- Ligularia lingiana  S.W.Liu
- Ligularia longifolia  Hand.-Mazz.
- Ligularia longihastata  Hand.-Mazz.

## M
- Ligularia macrodonta  Y.Ling
- Ligularia macrophylla (Ledeb.) DC.
- Ligularia melanocephala (Franch.) Hand.-Mazz.
- Ligularia melanothyrsa  Hand.-Mazz.
- Ligularia microcardia  Hand.-Mazz.
- Ligularia microcephala  Hand.-Mazz.
- Ligularia mongolica (Turcz.) DC.
- Ligularia mortonii (C.B.Clarke) Hand.-Mazz.
- Ligularia muliensis  Hand.-Mazz.
- Ligularia myriocephala  Y.Ling

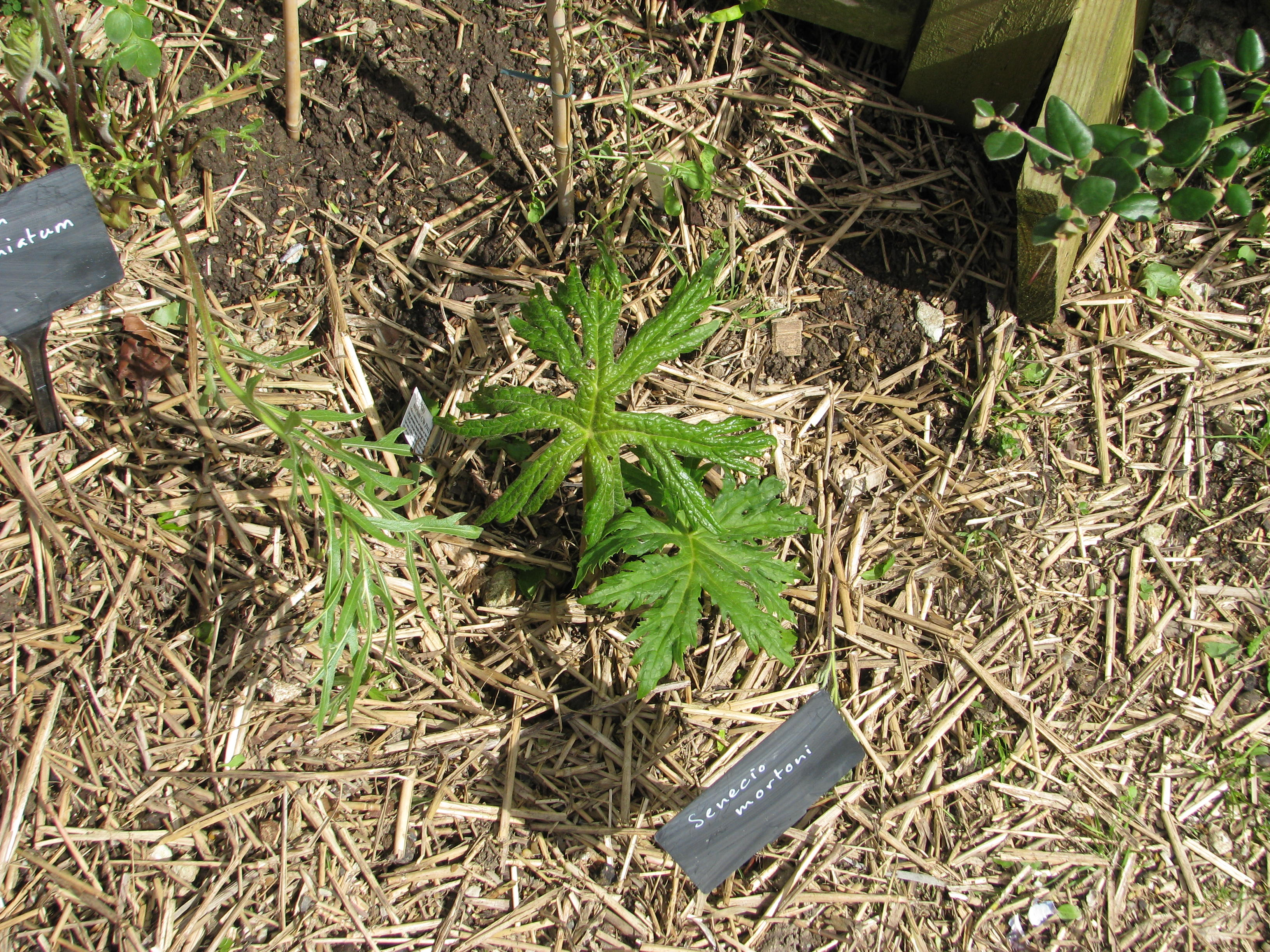
Ligularia mortonii

## N
- Ligularia nanchuanica  S.W.Liu
- Ligularia nelumbifolia  Hand.-Mazz.
- Ligularia nyingchiensis  S.W.Liu

## O
- Ligularia odontomanes  Hand.-Mazz.
- Ligularia oligonema  Hand.-Mazz.

## P
- Ligularia pachycarpa (C.B.Clarke ex Hook.f.) Kitam.
- Ligularia paradoxa  Hand.-Mazz.
- Ligularia parvifolia  C.C.Chang
- Ligularia pavlovii (Lipsch.) Cretz.
- Ligularia petiolaris  Hand.-Mazz.
- Ligularia philanthrax  Lazkov & Sennikov
- Ligularia phoenicochaeta (Franch.) Hand.-Mazz.
- Ligularia phyllocolea  Hand.-Mazz.
- Ligularia platyglossa (Franch.) Hand.-Mazz.
- Ligularia pleurocaulis  Hand.-Mazz.
- Ligularia potaninii (C.Winkl.) Y.Ling
- Ligularia przewalskii (Maxim.) Diels
- Ligularia pterodonta  C.C.Chang
- Ligularia pubifolia  S.W.Liu
- Ligularia purdomii (Turrill) Chitt.
- Ligularia pyrifolia  S.W.Liu

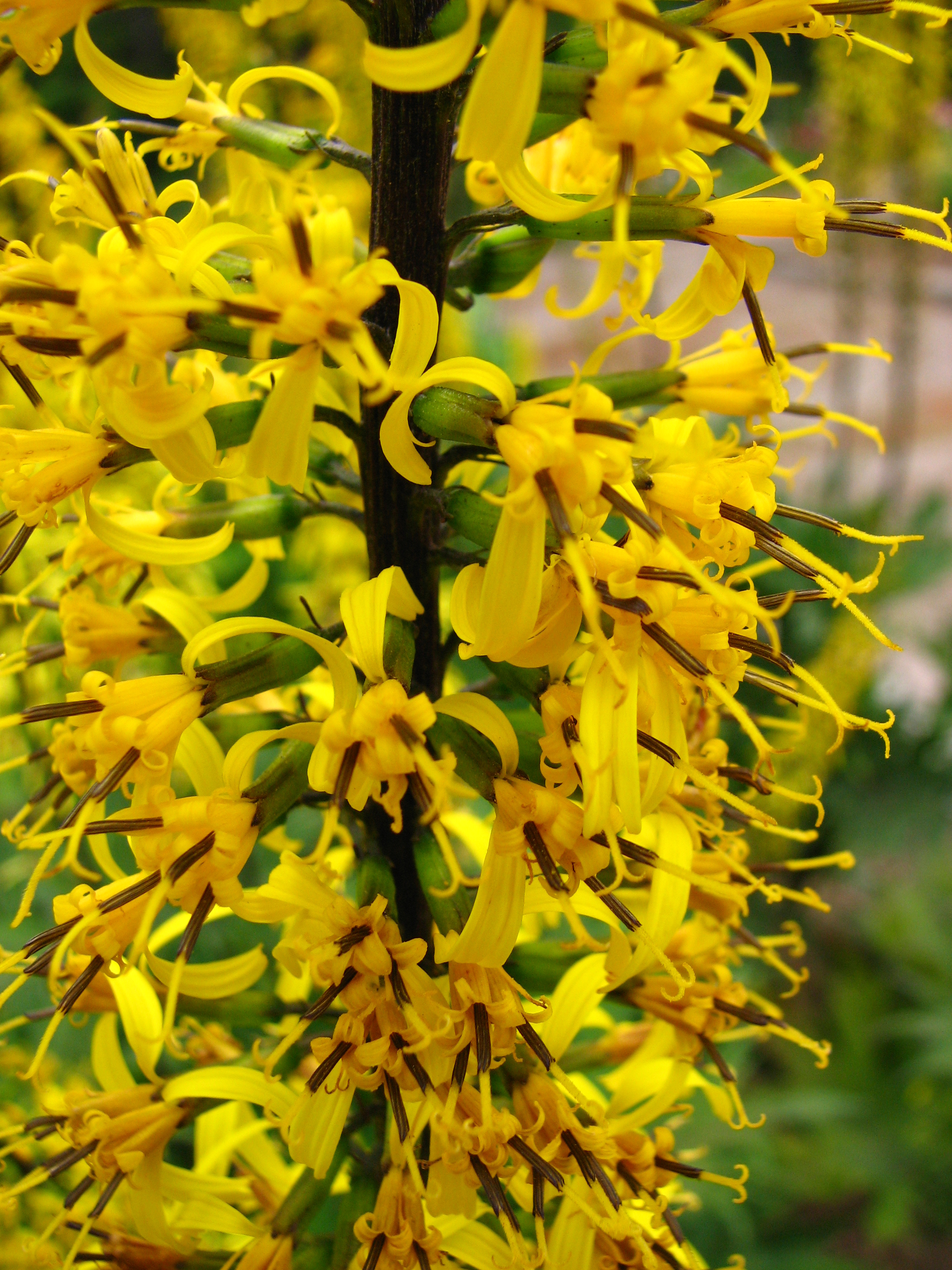
Ligularia przewalskii

## Q
- Ligularia qiaojiaensis  Y.S.Chen & H.J.Dong

## R
- Ligularia retusa   DC.
- Ligularia rockiana  Hand.-Mazz.
- Ligularia ruficoma (Franch.) Hand.-Mazz.
- Ligularia rumicifolia (J.R.Drumm.) S.W.Liu

## S
- Ligularia sachalinensis  Nakai
- Ligularia sagitta (Maxim.) Mattf. ex Rehder & Kobuski
- Ligularia schmidtii (Maxim.) Makino
- Ligularia secunda  Y.S.Chen
- Ligularia sibirica (L.) Cass.
- Ligularia sichotensis  Pojark.
- Ligularia stenocephala (Maxim.) Matsum. & Koidz.
- Ligularia stenoglossa (Franch.) Hand.-Mazz.
- Ligularia subsagittata  Pojark.
- Ligularia subspicata (Bureau & Franch.) Hand.-Mazz.

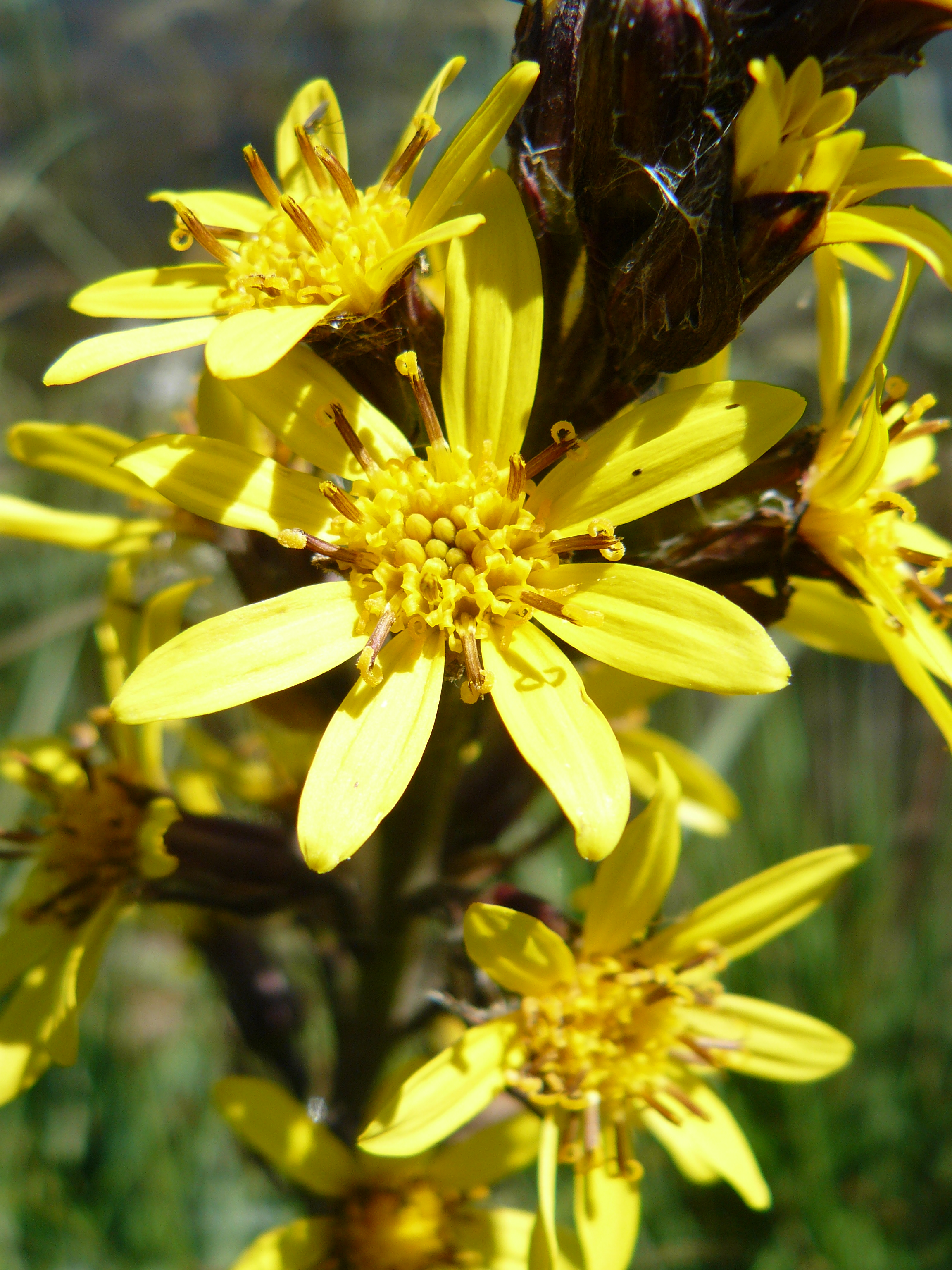
Ligularia sibirica
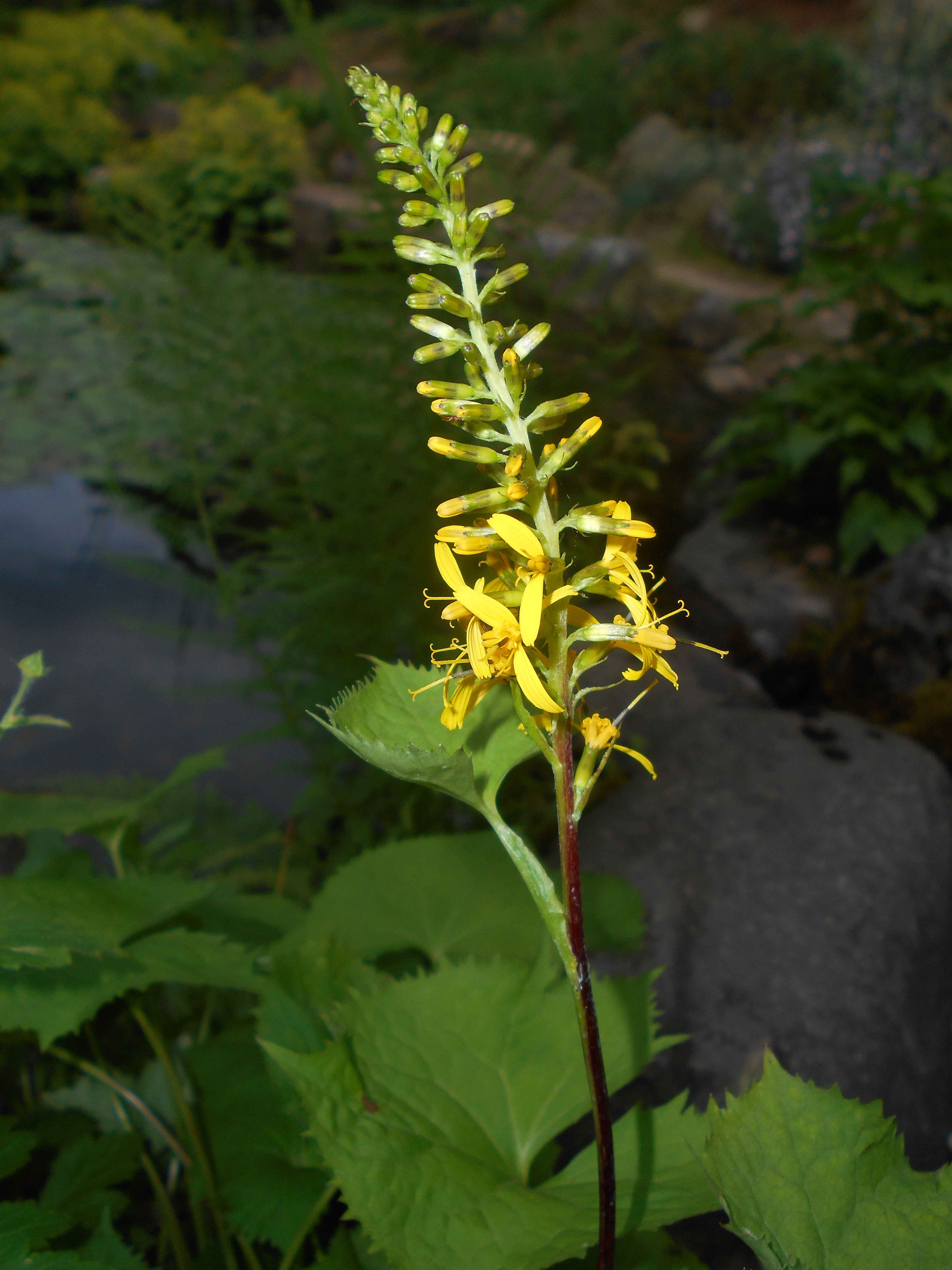
Ligularia stenocephala
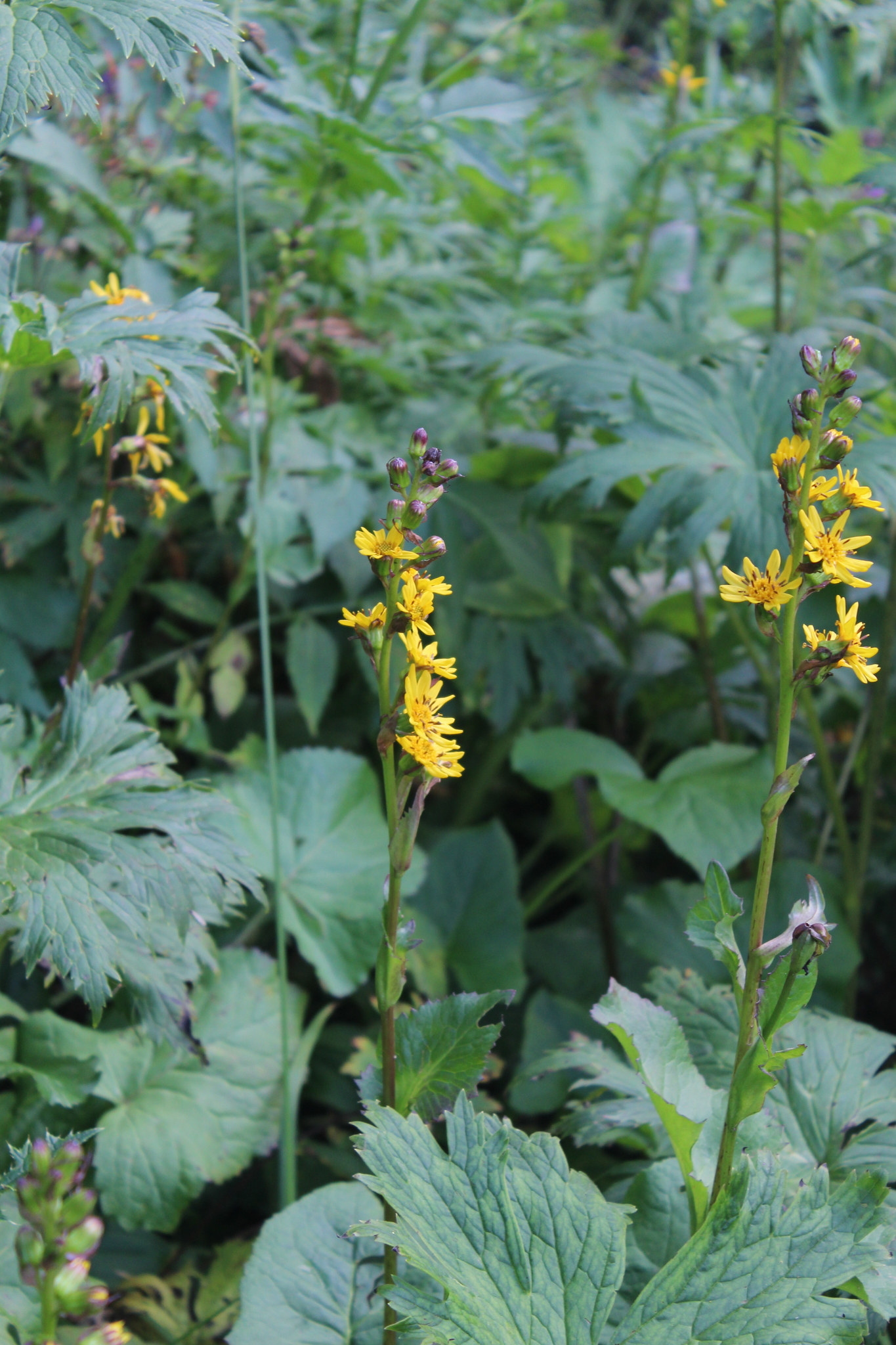
Ligularia subsagittata

## T
- Ligularia talassica  Pojark.
- Ligularia tangutorum  Pojark.
- Ligularia tenuicaulis  C.C.Chang
- Ligularia tenuipes  Diels
- Ligularia tongkyukensis  Hand.-Mazz.
- Ligularia tongolensis (Franch.) Hand.-Mazz.
- Ligularia transversifolia  Hand.-Mazz.
- Ligularia trichocephala  Pojark.
- Ligularia tsangchanensis (Franch.) Hand.-Mazz.
- Ligularia tulupanica  C.H.An

## V
- Ligularia veitchiana (Hemsl.) Greenm.
- Ligularia vellerea  Hand.-Mazz.
- Ligularia virgaurea  Mattf. ex Rehder & Kobuski
- Ligularia vorobievii    Vorosch..

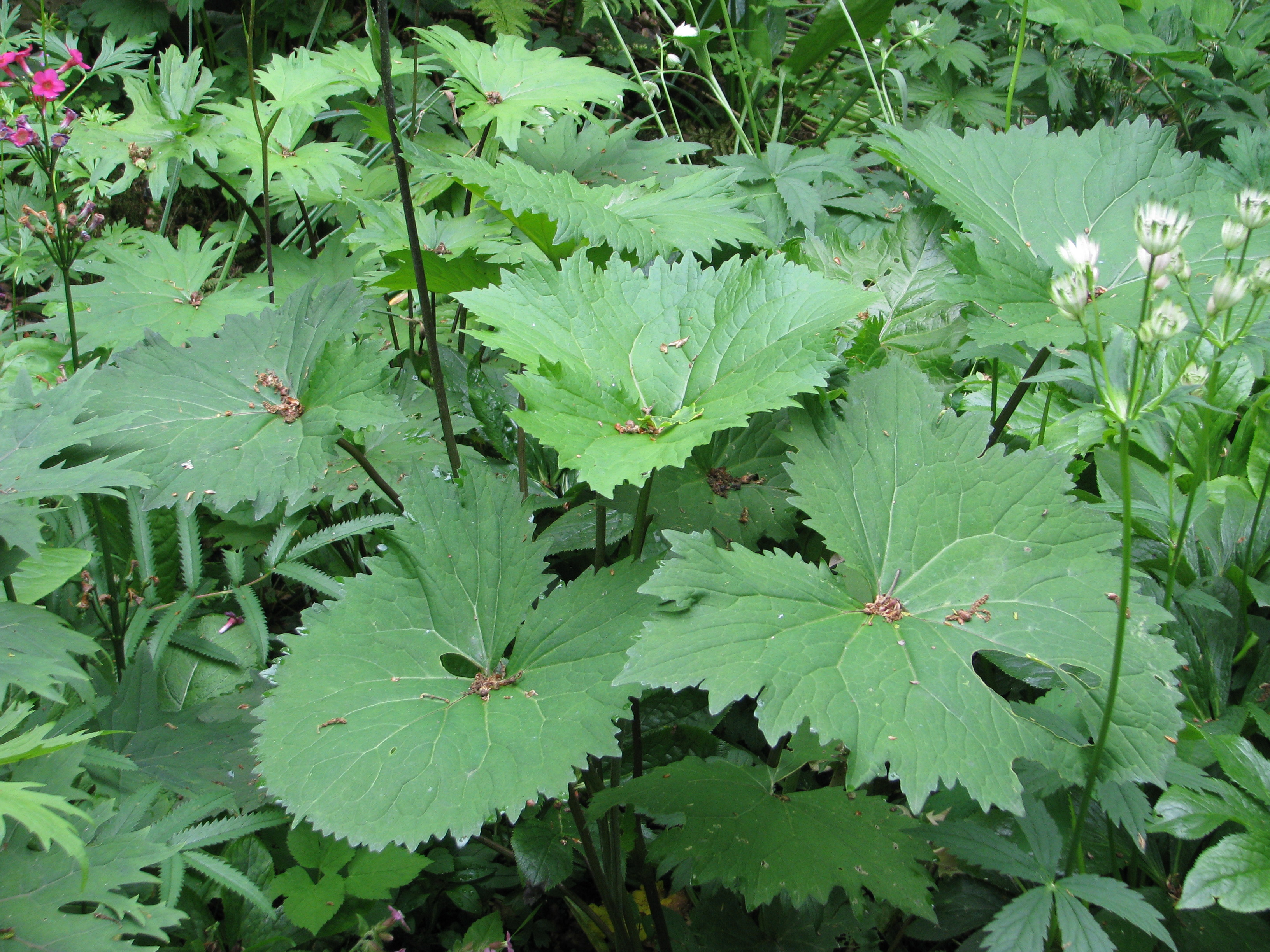
Ligularia veitchiana

## W
- Ligularia wilsoniana (Hemsl.) Greenm.

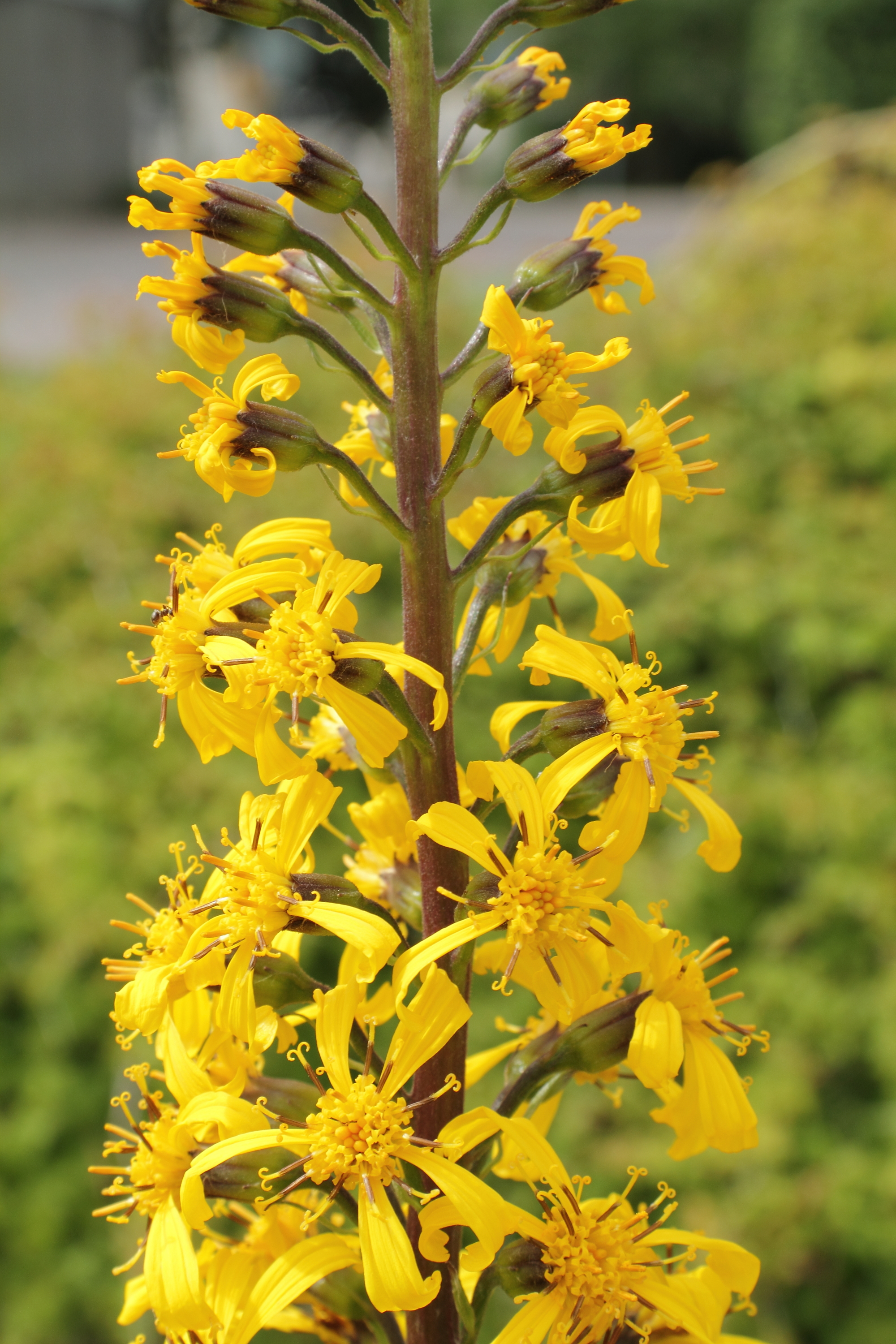
Ligularia wilsoniana

## X
- Ligularia xanthotricha (Grüning) Y.Ling
- Ligularia xinjiangensis  Chang Y.Yang & S.L.Keng

## Y
- Ligularia yoshizoeana (Kitam.) Kitam.
- Ligularia yunnanensis (Franch.) C.C.Chang

## Z
- Ligularia zhengyiana  Xin W.Li, Q.Luo & Q.L.Gan
- Ligularia zhouquensis  W.D.Peng & Z.X.Peng